# Aloe divaricata
Aloe divaricata ist eine Pflanzenart der Gattung der Aloen in der Unterfamilie der Affodillgewächse (Asphodeloideae). Das Artepitheton divaricata stammt aus dem Lateinischen, bedeutet ‚ausgespreizt‘ und verweist auf die Verzweigungen des Blütenstandes.

## Beschreibung

### Vegetative Merkmale
Aloe divaricata wächst stammbildend, einzeln oder von der Basis oder darunter spärlich verzweigt. Die Stämme sind bis zu 3 Meter oder mehr lang und mit den Resten toter Blätter besetzt. Auf den obersten 50 bis 100 Zentimetern bilden 30 oder mehr schwertförmige und stumpflich spitz zulaufende Laubblätter Rosetten. Ihre trüb grüne, rötlich überhauchte Blattspreite ist 60 bis 65 Zentimeter lang und 7 Zentimeter breit. Die stechenden, rötlich braunen Zähne am Blattrand sind 5 bis 6 Millimeter lang und stehen 15 bis 20 Millimeter voneinander entfernt. Der Blattsaft ist trocken gelb.

### Blütenstände und Blüten
Der Blütenstand besteht aus vielen Zweigen und erreicht eine Länge von etwa 100 Zentimeter. Die untersten Zweige besitzen acht bis zehn sekundäre Zweige. Insgesamt sind 60 bis 80 Blütentrauben vorhanden. Die lockeren, zylindrischen und spitz zulaufenden Trauben sind 15 bis 20 Zentimeter lang. Sie bestehen aus etwa 20 Blüten. Die deltoiden Brakteen weisen eine Länge von 4 Millimeter auf und sind 2 Millimeter breit. Die scharlachroten  Blüten stehen an 6 Millimeter langen Blütenstielen. Die Blüten sind 28 Millimeter lang und an ihrer Basis wenig gerundet. Auf Höhe des Fruchtknotens weisen sie einen Durchmesser von 7 Millimeter auf. Darüber sind sie auf 6 Millimeter verengt und zur Mündung hin erweitert. Ihre äußeren Perigonblätter sind nicht miteinander verwachsen. Die Staubblätter und der Griffel ragen 3 bis 4 Millimeter aus der Blüte heraus.

### Genetik
Die Chromosomenzahl beträgt {\displaystyle 2n=14}.

## Systematik und Verbreitung
Aloe divaricata ist auf Madagaskar verbreitet. Aloe divaricata var. divaricata wächst in Höhenlagen von bis zu 800 Metern im Trockenbusch und in Küstendickichten.
Die Erstbeschreibung durch Alwin Berger wurde 1905 veröffentlicht. Es werden folgende Varietäten unterschieden:
- Aloe divaricata var. divaricata
- Aloe divaricata var. rosea (Decary) Reynolds

Aloe divaricata var. divaricata

Synonyme sind Aloe sahundra Bojer (1837, nom. inval. ICBN-Artikel 32.1c), Aloe vahontsohy Decorse ex Poiss. (1912), Aloe vaotsohy Decorse & Poiss. (1912) und Aloe vahontsohy H.Perrier (1938, nom. inval.).
Aloe divaricata var. rosea

Im Unterschied zu Aloe divaricata var. divaricata hat die Varietät hellrosafarbene Blüten.
Die Erstbeschreibung als Aloe vaotsohy var. rosea durch Raymond Decary erfolgte 1921. Gilbert Westacott Reynolds stellte die Varietät 1958 zur Art Aloe divaricata.
2012 beschrieb Jean-Philippe Castillon die beiden Unterarten Aloe divaricata subsp. tulearensis (T.A.McCoy & Lavranos) J.-P.Castillon und Aloe divaricata subsp. vaotsohy (Decorse & Poiss.) J.-P.Castillon.

## Nachweise